# Cheilopogon olgae
Cheilopogon olgae is een straalvinnige vissensoort uit de familie van de vliegende vissen (Exocoetidae). De wetenschappelijke naam van de soort is voor het eerst geldig gepubliceerd in 2009 door Parin.